# 王文豹

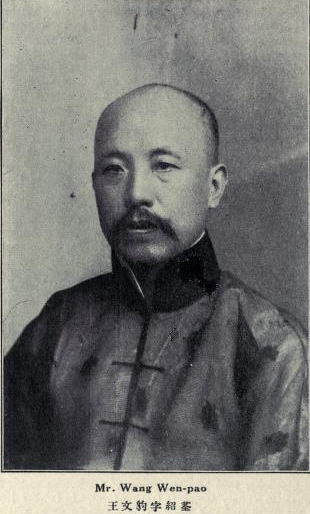

王文豹（1873年—？），字紹荃，湖南省長沙府長沙縣人，中華民国政治家、法學家。

## 生平
王文豹是清朝附生。他曾到日本留学，在警視廳学習。
歸国後，他到北洋政府任職，歷任京師警察廳處長、內務部檢事、京師市政公所捐務主任。1914年（民国3年）7月，他任司法部監獄司司長，並且在北洋政府存續期間大部分時間均任該職。1924年（民国13年）11月之後，他在臨時執政內閣、許世英內閣兼署理司法部次長。
1926年（民国15年）4月，他繼盧信之後任賈德耀內閣代理司法總長，任職至5月胡惟德臨時內閣。北京政府倒臺後，他曾任燕京大学講師、民国学院法律系主任、北平大学法学院法律系講師。
王文豹的歿年不明。

## 著作
- 监狱改良记要（1924年）